# Lâu đài Segovia
Lâu đài Segovia còn được gọi là Alcázar of Segovia là một pháo đài bằng đá, nằm ở thành phố cổ của Segovia, Tây Ban Nha.
Thành cổ Segovia, bao gồm cả alcázar, đã được UNESCO công nhận là Di sản Thế giới vào năm 1985.

## Lịch sử

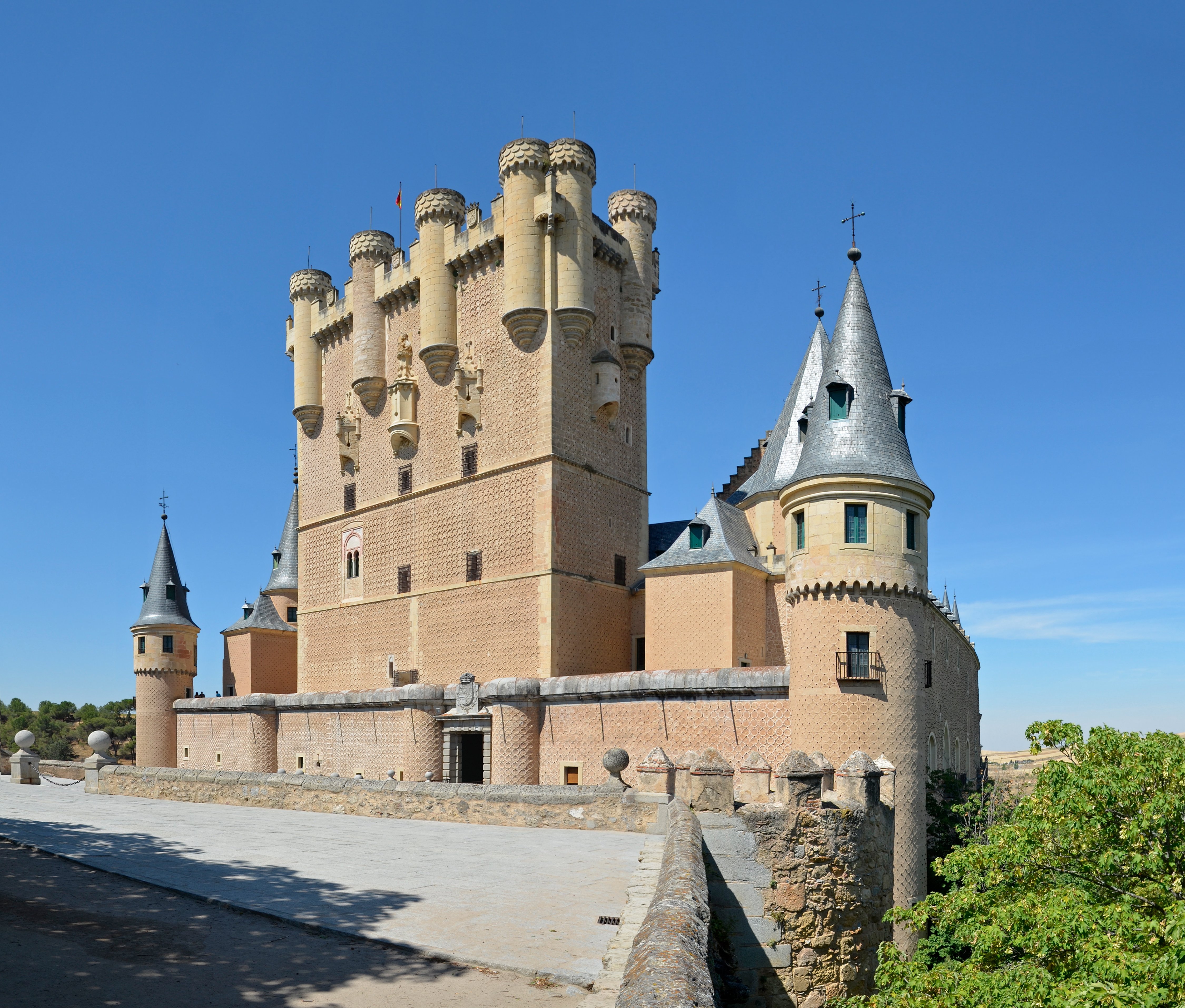

Lâu đài Segovia thuộc vào những lâu đài nổi tiếng nhất ở Tây Ban Nha. Nó được xây vào thế kỷ thứ 11, sau khi tín đồ Ki Tô qua cuộc Reconquista giành được quyền kiểm soát thành phố Segovia. Người ra lệnh xây là vua Alfonso VI của Vương quốc León và Vương quốc Castilla.